# ポッサム
ポッサム（Possum）は、オーストラリア区のオーストラリア、ニューギニア島、スラウェシ島に生息する小型ないし中型の樹上有袋類。また、ニュージーランドへポッサムの一種であるフクロギツネが移入された。分類学的には双前歯目クスクス型亜目（Phalangeriformes）の複数の科にまたがっており、厳密な定義はない。
名称はアメリカ大陸に住むオポッサム（アルゴンキン語に由来）から来ている。これらはしばしば混同され、オーストラリアではポッサムのことをオポッサムということがあり、北米ではキタオポッサムのことをポッサムということがある。しかし、オポッサムは分類学的にはオポッサム目オポッサム科で、同じ有袋類であるという以上には近縁ではない。

## 生態と形態
ポッサムは、夜行性で日中は木の洞などに作った巣に隠れている。単独か、つがいとその子供で生活する。生態系的には北半球におけるリスに類似するとされる。後肢の指は親指と他の指が対向し木の枝をつかむことが出来る。また、人差し指と中指はくっついていて一本の指のように見える。雌雄の差が少なく外見からは区別が難しい。

## 主なポッサム
クスクス型亜目には6科があるが、その全てにポッサムと呼ばれる種がおり、あわせて約30種になる。
- クスクス科 Phalangeridae
  - ポッサムを含む代表的な科。大きくポッサムとクスクスに分けられる（共に分類学的なグループではない）。この科のポッサムの中でも代表的なフクロギツネ (Common Brushtailed Possum、Trichosurus vulpecula）は体長約50cm、体重約2.5kgとポッサムの中で最大級で、ブラシ状の尾が特徴である。草食性だが昆虫などを食べることもある。
- リングテイル科 Pseudocheiridae
  - フクロムササビ以外はリングテイル (Ringtail Possum) と総称される。代表種はハイイロリングテイル (Common Ringtail Possum、Pseudocheirus peregrinus )。長い尾を持ち、枝に巻き付けて木に登る助けになる。また、巣の材料にするための小枝を尾で巻き付けて運んだりもする。草食性。
- ブーラミス科 Burramyidae
  - ピグミーポッサム (Pygmy Possum) と総称される。ポッサムの中で最も体が小さいグループで、昆虫などを餌にする。ブーラミス (Mountain Pygmy Possum、Burramys parvus)、フクロヤマネ (Eastern Pigmy Possum、Cercartetus nanus) などの種がある。一番小さいチビフクロヤマネ (Tasmanian Pygmy Possum、Cercartetus lepidus) は体長6.5cmほどしかない。フクロヤマネの名は、ヤマネのように冬眠することから。
- フクロミツスイ科 Tarsipedidae
  - フクロミツスイ (Honey Possum、Tarsipes rostratus) の1属1種。オーストラリア南西部にのみ生育する、ネズミ大のポッサム。長い先端がブラシ状になった舌を持ち、花の蜜や花粉をなめとり餌とする。このため歯は退化している。
- フクロモモンガ科 Petauridae 
  - 背中の縞模様が特徴的なフクロシマリス (Striped Possum、Dactylopsila trivirgata)、絶滅が危惧されているフクロモモンガダマシ Leadbeater's Possum、Gymnobelideus leadbeateri) を含む科。雑食性で昆虫や果実、樹液を餌にする。
- チビフクロモモンガ科 Acrobatidae
  - ニセフクロモモンガ (Feather-tailed Possum、Distoechurus pennatus) が属する。